# Ögat över månskäran
Ögat över månskäran (originaltitel A Great and Terrible Beauty) är den första delen i trilogin om Gemma Doyle skriven av Libba Bray. Tvåan i serien heter Upprorsänglar och sista delen Längtans rike.

## Handling
Boken utspelar sig i sent 1800-tal där sextonåriga Gemma på grund av sin mors hastiga bortgång tvingas lämna sitt hem i Indien och resa till England för att börja på en internatskola för flickor. Där ska hon lära att föra sig på ett passande sätt för att en dag bli en lämplig hustru åt en framtida man. Men efter sin mors död har hon även börjat få märkliga syner som leder henne till en mystisk gammal dagbok, och tillsammans med tre nya vänner utforskar hon den nya värld som uppenbaras för dem. Dock finns det mörka krafter, vad var det egentligen som hände med de två flickorna som brann inne på skolan för många år sen, och varför varnas hon att använda den magin som finns?

## Film
I juli 2006 meddelade filmbolaget Icon Productions att de skulle göra en film baserad på boken Ögat över månskäran, vilken skulle skrivas och regisseras av Charles Sturridge. Det har gått rykten om vilka som skulle spela de olika karaktärerna, men författaren Libba Bray påpekar att ingen har blivit tilldelad någon roll då hon diskuterar filmens status på sin hemsida. Icon Productions avsade sig senare rättigheterna till filmen, så filmversionen av boken kommer inte att göras inom den närmaste framtiden.